# Tour de Rijke 2009
Il Tour de Rijke 2009, ventunesima edizione della corsa, valido come evento dell'UCI Europe Tour 2009 categoria 1.1, si svolse il 17 maggio 2009 su un percorso di 195,8 km. Fu vinto dall'olandese Kenny van Hummel, che terminò la gara in 4h 35' 53" alla media di 42,58 km/h.
Dei 102 ciclisti alla partenza furono 77 a portare a termine la competizione.

## Ordine d'arrivo (Top 10)
| Pos. | Corridore        | Squadra       | Tempo    |
| ---- | ---------------- | ------------- | -------- |
| 1    | Kenny van Hummel | Skil-Shimano  | 4h35'53" |
| 2    | Eric Baumann     | Nutrixxion    | s.t.     |
| 3    | Jürgen Roelandts | Silence       | s.t.     |
| 4    | Tom Leezer       | Rabobank      | s.t.     |
| 5    | André Schulze    | PSK Whirlpool | s.t.     |
| 6    | Dieter Cappelle  | Palmans Cras  | s.t.     |
| 7    | Michał Gołaś     | Amica Chips   | s.t.     |
| 8    | Jonathan Bellis  | Saxo Bank     | s.t.     |
| 9    | Steven de Jongh  | QuickStep     | s.t.     |
| 10   | Mathew Hayman    | Rabobank      | s.t.     |